# Orzeł (Kamień)
Orzeł – część wsi Kamień w Polsce, położona w województwie wielkopolskim, w powiecie kaliskim, w gminie Ceków-Kolonia. Wchodzi w skład sołectwa Kamień.
W latach 1975–1998 Orzeł należał administracyjnie do województwa kaliskiego.
W roku 1936 miała według map Wojskowego Instytutu Geograficznego miał 3 domy.
W latach 1975–1998 miejscowość należała administracyjnie do województwa kaliskiego.